# Jiří Bílek
Jiří Bílek (Praga, 4 novembre 1983) è un ex calciatore ceco, di ruolo difensore.

## Carriera

### Chmel Blšany e Slovan Liberec
Dopo aver trascorso le giovanili nell'SK Spolana Neratovice sino al 2003, passa in prima squadra nelle file del Chmel Blšany dove giocherà da titolare. Dopo due stagioni in cui la squadra faceva registrare una fra le peggiori difese del campionato e rimaneva in zona retrocessione salvandosi solo nelle ultime giornate, si trasferisce allo Slovan Liberec nel 2006, vincendo subito il titolo nazionale, con la difesa che ha subito meno reti. Nel 2007 lo Slovan giunge al quarto posto assieme a Slavia Praga e Mladá Boleslav e a pochi punti dai vincitori dello Sparta Praga ma dimostrando una delle difese meno battute del campionato anche grazie a Bílek. Gioca in Champions nell'incontro del terzo turno preliminare contro lo Spartak Mosca perdendo complessivamente 2-1 (0-0 a Liberec e 2-1 a Mosca). Passa quindi in Coppa UEFA dove affronta al primo turno preliminare incontrando i serbi della Stella Rossa Belgrado e vince 4-1 (2-1 a Liberec e 2-0 a Belgrado) per accedere alla fase a gironi dove, piazzati nel Girone C assieme ad AZ Alkmaar, Siviglia, SC Braga e Grasshopper, escono come quarti classificati concludendo con 2 pareggi (0-0 contro il Siviglia e 2-2 contro l'AZ), una vittoria (4-1 sul Grasshopper) ed una sconfitta (0-4 contro il Braga). Partecipa inoltre all'Intertoto dove lo Slovan è escluso 3-1 contro i kazaki del Tobol Kostanai. Nel 2008 la squadra di Bílek non riesce a lottare per le posizioni di vertice pur dimostrando un buon reparto difensivo, arriva comunque in finale di coppa dove devono arrendersi ai rigori contro lo Sparta Praga.

### Kaiserslautern
Dopo aver giocato alcune partite di campionato viene acquistato dai tedeschi del Kaiserslautern dove è schierato nella squadra riserve. Gioca alcuni incontri prima di passare in prima squadra dove esordisce l'8 maggio 2009 in occasione di Kaiserslautern-FC Augsburg 1-0 incontro di 2. Fußball-Bundesliga dove gioca per 90 minuti. Il Kaiserslautern raggiungerà la vittoria in 2. Fußball-Bundesliga e partecipa alla Bundesliga nella stagione successiva. In coppa nazionale il K'lautern sconfiggerà Eintracht Braunschweig 1-0 e Bayer 2-1 prima di essere estromesso dal Werder Brema con un netto 3-0.

## Palmarès

### Club

#### Competizioni nazionali
- Campionato ceco: 2

Slovan Liberec: 2005-2006
Slavia Praga: 2016-2017
- 2. Fußball-Bundesliga: 1

Kaiserslautern: 2009-2010